# Kunstglimmer
Kunstglimmer wird aus gespaltenem, gebrochenem oder gemahlenem Glimmer hergestellt.

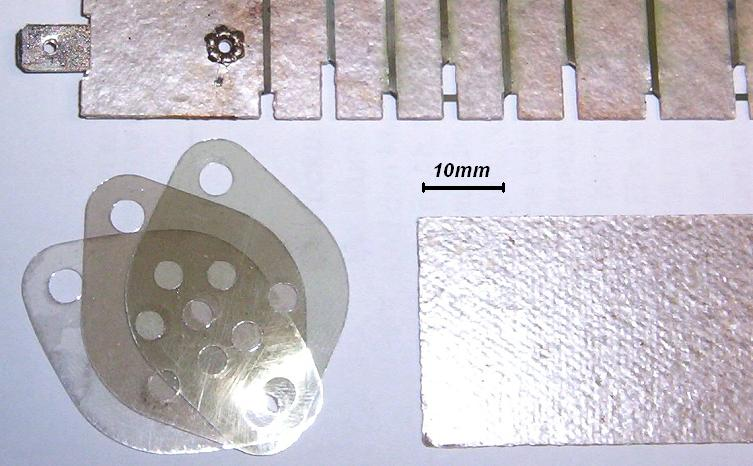
Platten aus Kunstglimmer (rechts und oben) sowie links zum Vergleich aus natürlichem, gespaltenem Glimmer

Die Glimmerbruchstücke werden mit Kunstharzen als Bindemittel in verschiedene Formen verpresst und verbacken.
Harzreiche Glimmerfolien werden in Heißpressen verarbeitet, während harzarme oder poröse Bänder mittels Vakuum-Druck-Imprägnierung (VPI-Verfahren) hergestellt werden.
Glimmer ist ein Mineral mit hervorragenden Isoliereigenschaften und lässt sich in mikrometerdünne Schichten spalten. Als solches kann es sowohl zu dünnen, flexiblen und durchscheinenden Glimmerfolien, als auch mehrlagig zu robusten, hitzebeständigen und elektrisch isolierenden Glimmertafeln bzw. Glimmerpapier verarbeitet werden.
Temperaturbeständigkeit, Lösungsmittelbeständigkeit und dielektrische Eigenschaften von Kunstglimmer sind schlechter als die des reinen Glimmers, aber ausreichend für viele Anwendungen, besonders in der Elektroindustrie, wo es Asbest, Keramik, Glasfasern/-vlies und Steinfaserplatten ersetzen kann.
Vorteile gegenüber der Verwendung von natürlichen Glimmerscheiben liegen in den reproduzierbaren Eigenschaften des Materials, den geringeren Kosten und der Möglichkeit, auch große Folien sowie gebogene Elemente herzustellen.
Ein bekannter Handelsname ist Mikanit (von Mika für Glimmer). Dieses Glimmerpapier wird mit einem hitzebeständigen Bindemittel in mehreren Lagen bei hoher Temperatur und hohem Druck zu Tafeln verschiedener Dicke verpresst. Es ist auch flexibel erhältlich. Mikanit ist zum Beispiel bis 500 °C (Hauptbestandteil Muskovit) bei Verwendung des Minerales Phlogopit sogar bis 700 °C dauerwärmebeständig.

## Verwendung
Heizleiter werden oft mittels Trägerkörpern aus Kunstglimmer montiert – Mikanit hat hier die früher häufig verwendeten keramischen Werkstoffe verdrängt. Auch Hülsen zum Schutz und der Isolation von Heizelementen in Haartrocknern oder Lötkolben werden daraus hergestellt.
Mit Mikanit hergestellte Flächenheizelemente sind oft Bestandteil von Heizplatten.
Sichtbar sind Kunstglimmerplatten mit aufgewickelten Heizdrähten häufig in Toastern, Heizlüftern, Haartrocknern und Heißluftpistolen.
Eine weitere Anwendung sind Schutzabdeckungen (Hohlleiter, Stirrer) in Mikrowellen-Geräten.